# Tympanogaster gushi
Tympanogaster gushi är en skalbaggsart som beskrevs av Perkins 2006. Tympanogaster gushi ingår i släktet Tympanogaster och familjen vattenbrynsbaggar. Inga underarter finns listade i Catalogue of Life.